# Державне бюро розслідувань

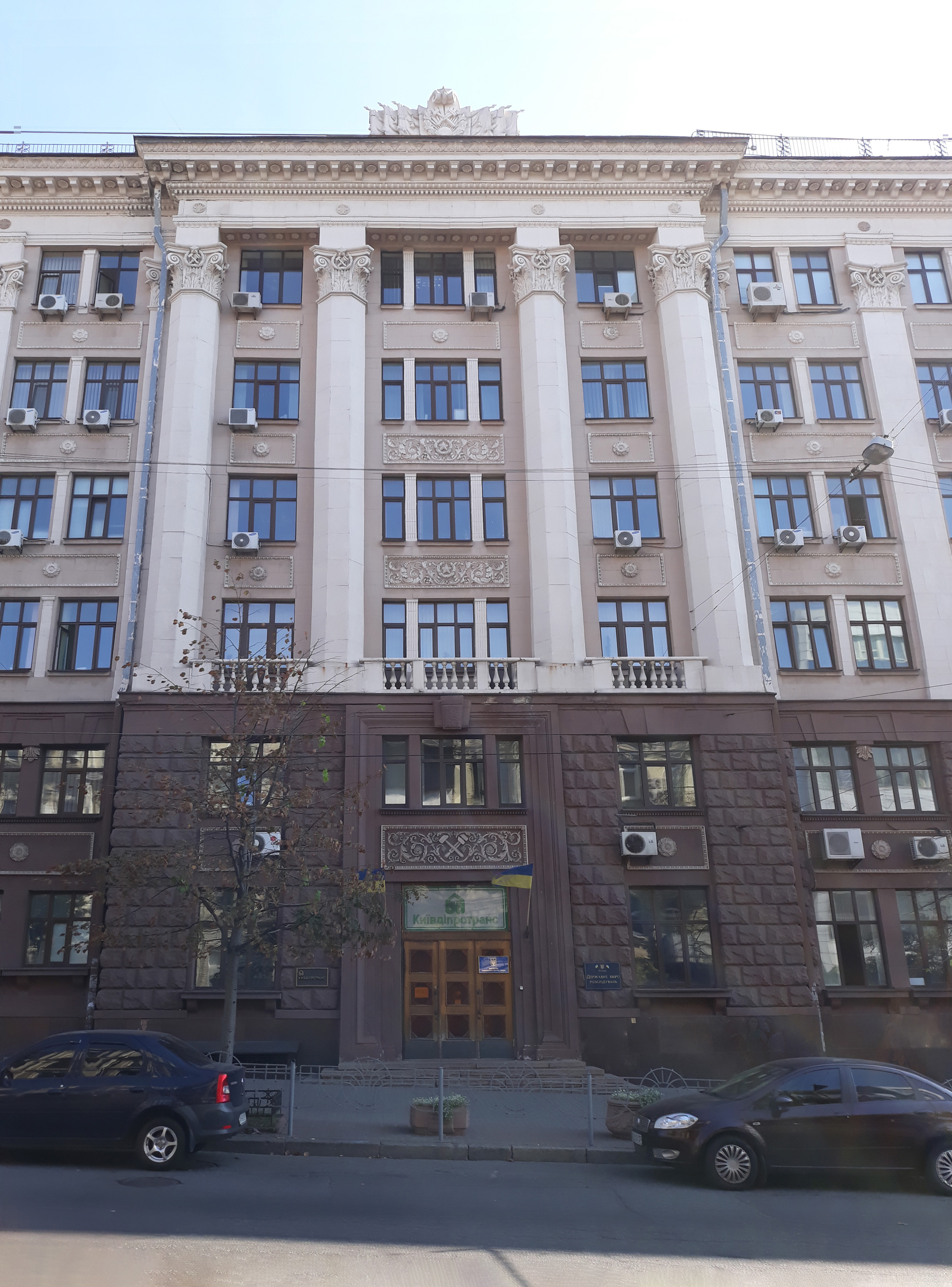
Київ, вул. Симона Петлюри, 15

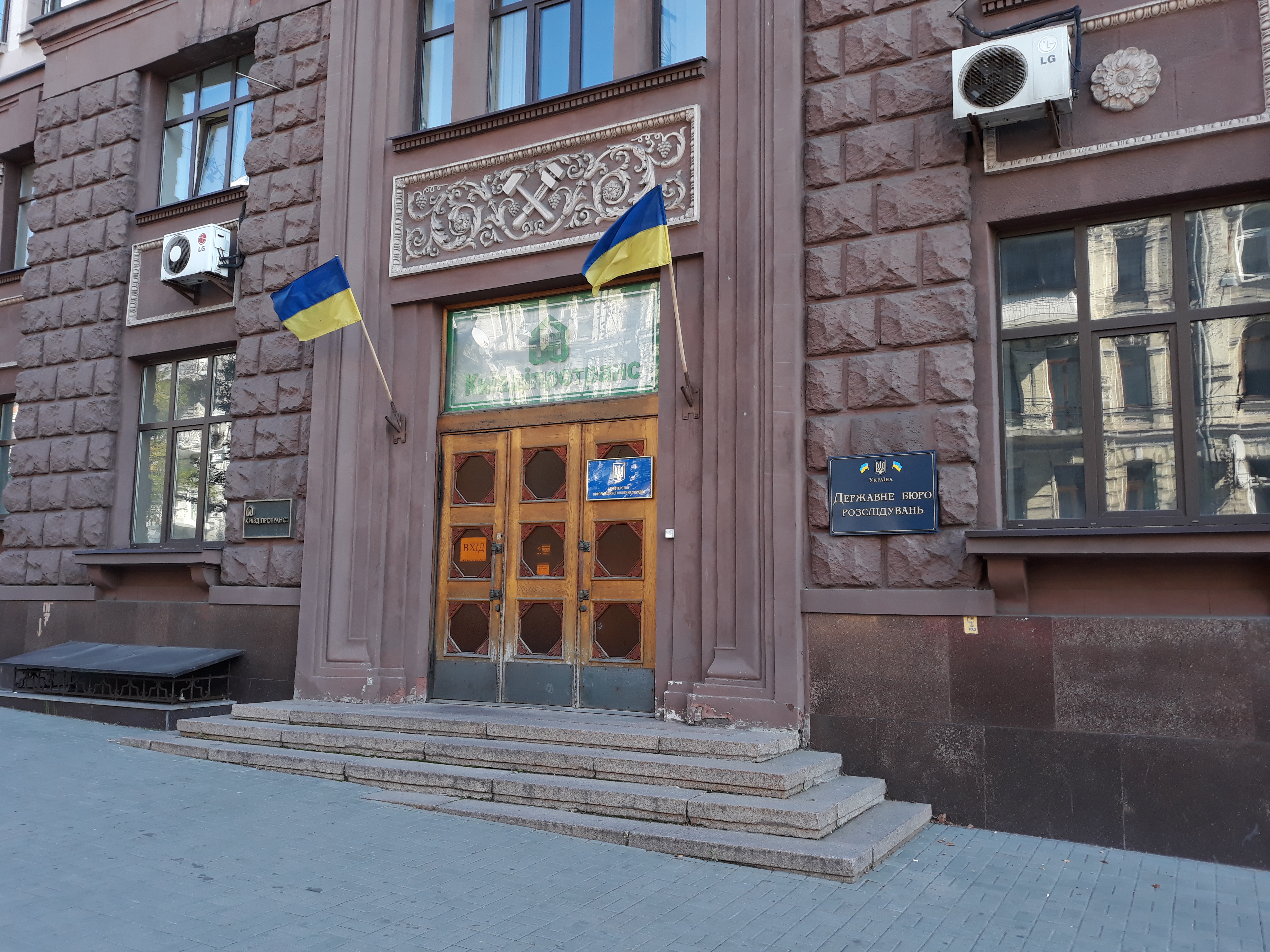
Вхід

Державне бюро розслідувань — правоохоронний орган України, що розслідує кримінальні провадження, в яких фігурують правоохоронці, судді і найвищі службовці (від міністрів до начальників головних управлінь). Поступово ДБР перебрало на себе функцію досудового (попереднього) слідства від прокуратури. Остання займалася слідством починаючи з 1996 року на тимчасовій основі — відповідно до п. 9 Перехідних положень Конституції України.
Створення органу було передбачено Кримінальним процесуальним кодексом України у термін до 20 листопада 2017 року. Закон України про Державне бюро розслідувань прийнятий 12 листопада 2015, підписаний Президентом України 14 січня 2016, набрав чинності 1 березня 2016 року. Запрацювало Бюро 27 листопада 2018 року.

## Історія створення
Про невдалі спроби створення Національного бюро розслідувань України (1997—2005–2006) див.: Національне бюро розслідувань України.
13 квітня 2012 року був прийнятий новий Кримінальний процесуальний кодекс України, згідно з яким Державне бюро розслідувань є органом досудового розслідування (поряд з органами внутрішніх справ, Службою безпеки України, Податковою службою).
Amnesty International неодноразово закликала Україну прискорити створення бюро розслідувань із функцією незалежного розслідування протиправних дій міліції.
Щорічне Послання Президента України до Верховної Ради України за 2013 рік містить позицію Президента України В. Януковича відносно ДБР, а саме: 
| «Одним із важливих питань інституційного забезпечення реформування правоохоронних органів є створення Державного бюро розслідувань України – нового органу, до функцій якого має перейти розслідування злочинів, скоєних державними службовцями високого рангу, працівниками правоохоронних органів i суддями. Зазначений орган має бути створений у такій формі, яка забезпечить належний рівень його незалежності, ефективності і професійності...»[15] |
| «Зараз [серпень 2013] ведуться дискусії, які конкретно функції, крім слідства, цей орган перебере на себе з прокуратури, МВС і СБУ та інших силових органів» (І. Коліушко)[16]. |
У Законі «Про прокуратуру», прийнятому 14 жовтня 2014 року, закладене майбутнє утворення ДБР (п.п. 4, 5, 11 розд. XIII).
Проєкт закону про Державне бюро розслідувань України внесено до парламенту 1 серпня 2013 року. Його автор — А. А. Кожем'якін.
Колишній Генеральний прокурор України Віктор Пшонка заявляв, що створення ДБР можливе у 2014 році.
Проєктом конституційної реформи Президента Петра Порошенка запропоновано надати Президентові України право призначення і звільнення Голови ДБР за згодою Верховної Ради. Парламент також може висловити недовіру Голові ДБР, що має наслідком його відставку з посади.
У рамках антикорупційних ініціатив Уряду Яценюка, Мін'юст, МВС, Мінрегіон та урядовий уповноважений з питань антикорупційної політики повинні були до 1 вересня 2014 р. розробити проєкт закону «Про Державне бюро розслідувань».
З прийняттям Закону України «Про Національне антикорупційне бюро України» від 14 жовтня 2014 року, ідея ДБР була потіснена (але не замінена) ідеєю Національного антикорупційного бюро України. Закон передбачає майбутнє виникнення спорів між цими органами з питань підслідності, які належить вирішувати Генпрокурору (пп. «ї» п. 3 ч. 2 Розділу IV Закону).
Коаліційна угода, підписана 21 листопада 2014 р. парламентськими партіями України VIII скликання, передбачає (п. V.3) створення Державного бюро розслідувань. До ДБР повинні перейти слідчі функції органів прокуратури і частково Служби безпеки України. В частині боротьби з корупцією — окрім питань, що належать до відання Національного антикорупційного бюро.
Прийняття закону про ДБР планувалося у вересні 2015 року, проте сталося це двома місяцями пізніше.
Між прийняттям і підписанням Закону минуло 64 дні, чим порушені строки, встановлені статтею 94 Конституції України. Президент П. Порошенко підписав Закон у прямому ефірі під час прес-конференції.
Закон набрав чинності 1 березня 2016 року.
Державне бюро розслідувань як урядовий орган створене постановою КМУ 29 лютого 2016 року.
Директор Державного бюро розслідувань призначається на посаду Президентом України за поданням Прем'єр-міністра України відповідно до подання комісії з проведення конкурсу на зайняття посади Директора ДБР; його перший заступник та заступник призначаються на посаду та звільняються з посади Директором за поданням Конкурсної комісії. Комісія, до складу якої входять по три особи від Президента, Кабінету Міністрів і Верховної Ради, здійснює організацію та проведення конкурсу. Її членами можуть бути особи, які мають бездоганну ділову репутацію, вищу юридичну освіту, високі професійні і моральні якості, суспільний авторитет.
| Посада у комісії | ПІБ                              | Рід занять | Призначений за квотою                |
| ---------------- | -------------------------------- | --- | ------------------------------------ |
| голова           | Майданик Роман Андрійович        | завідувач кафедри юридичного факультету КНУ ім. Т. Шевченка, академік НАПрНУ, д. ю. н., професор                                                                                              | Президента України Підстава:         |
| член             | Самохвалов Віктор Панасович      | професор кафедри юридичного факультету КНУ ім. Т. Шевченка | Президента України Підстава:         |
| член             | Сліпачук Тетяна Володимирівна    | партнер ЮФ «Саєнко Харенко» | Президента України Підстава:         |
| член             | Кваша Оксана Олександрівна       | провідний науковий співробітник відділу проблем кримінального права, кримінології та судоустрою Інституту держави і права імені В. М. Корецького Національної академії наук України           | Президента України Підстава:         |
| член             | Костенко Олександр Миколайович   | завідувач відділу проблем кримінального права, кримінології та судоустрою Інституту держави і права імені В. М. Корецького Національної академії наук України                                 | Президента України Підстава:         |
| член             | Кощинець Віктор Васильович       | начальник відділу підготовки прокурорів з організації роботи в органах прокуратури та викладання професійної етики Інституту спеціальної підготовки Національної академії прокуратури України | Президента України Підстава:         |
| член             | Згуладзе-Глуксманн Екатерина     | перший заступник міністра внутрішніх справ | Кабінету Міністрів України Підстава: |
| член             | Стойко Іван Михайлович           | радник міністра внутрішніх справ | Кабінету Міністрів України Підстава: |
| член             | Севостьянова Наталія Іларіонівна | перший заступник міністра юстиції | Кабінету Міністрів України Підстава: |
| член             | Геращенко Антон Юрійович         | радник міністра внутрішніх справ, народний депутат | Кабінету Міністрів України Підстава: |
| член             | Монастирський Денис Анатолійович | доцент Хмельницького університету управління та права | Кабінету Міністрів України Підстава: |
| член             | Бухарєв Владислав Вікторович     | народний депутат, генерал-лейтенант | Верховної Ради України Підстава:     |
| член             | Паламарчук Микола Петрович       | народний депутат, генерал-лейтенант міліції | Верховної Ради України Підстава:     |
| член             | Дейдей Євген Сергійович          | народний депутат, раніше — сотник Євромайдану | Верховної Ради України Підстава:     |

10 травня 2016 конкурсна комісія розпочала прийом документів від кандидатів, що тривало до 8 червня. Всього надали документи 82 кандидати, з яких допущені 65.
23 грудня список кандидатів скоротився до 19-ти осіб, які пройшли тестування.
16 листопада 2017 в конкурсі переміг Роман Михайлович Труба — 43-річний прокурор зі Львова. Першим заступником Труби конкурсна комісія обрала Ольгу Варченко, заступником — Олександра Буряка. 22 листопада Труба призначений директором ДБР Указом Президента.
18 липня 2018 Конкурсна комісія ДБР відібрала 27 кандидатів на керівні посади, у тому числі директорів територіальних органів і керівників підрозділів центрального апарату Бюро. До багатьох із них, як і до самої процедури, представники громадянського суспільства висловлювали вагомі претензії.
20 липня були визначені 14 заступників теруправлінь, а за місяць — 53 начальники та заступники відділів.

### Критика в процесі створення
Створення Державного бюро розслідувань від початку було тривалим і конфліктним.
Головний військовий прокурор Анатолій Матіос піддав критиці положення Закону про ДБР, зазначивши, що вони суперечать КПК, зокрема щодо порядку передачі кримінальних проваджень. Він також вважає, що Закон містить дискримінаційні вимоги в частині формування слідчих підрозділів, а також ризики порушення незалежності ДБР у зв'язку з визначенням його як центрального органу виконавчої влади. На думку Матіоса, неприпустимо, що правоохоронний орган є ЦОВВ і тим самим його діяльність координується урядом.
Закон, що набрав чинності 1 березня 2016 року, надав ДБР повноваження розслідувати справи, які досі розслідувала прокуратура. У прокуратури відповідні повноваження припинилися. У зв'язку з цим, суди (конкретно — Печерський районний суд Києва) з 1 березня перестали приймати від слідчих прокуратури будь-які клопотання. Працівник Генпрокуратури назвав це «повним колапсом слідства», адже ДБР тоді існувало лише на папері. Втім, Вищий спеціалізований суд надав роз'яснення, що слідчі прокуратури продовжують здійснювати повноваження до початку реального функціонування ДБР.
У ЗМІ неодноразово висловлювалися побоювання, що кандидатура голови ДБР буде надмірно залежною від Президента Петра Порошенка.
«Українська правда» опублікувала два журналістських розслідування, що піддають конкурс 2016-17 років істотній критиці, як повністю залежний від політичного керівництва держави.
Асоціація адвокатів України та Асоціація правників України висловилися проти негативної практики «кулуарного» проведення відбору кандидатів до складу конкурсних комісій для призначення на посади у ДБР.

## Статус Державного бюро розслідувань

### Статус Державного бюро розслідувань у кримінальному процесі
Згідно з чинним від 2012 року Кримінальним процесуальним кодексом, органи Державного бюро розслідувань є органами досудового розслідування (органами, що здійснюють дізнання і досудове слідство).
Службові особи слідчих підрозділів ДБР є слідчими. Вони здійснюють досудове розслідування злочинів:
1. вчинених Президентом України, повноваження якого припинено, Прем'єр-міністром України, членом Кабінету Міністрів України, першим заступником та заступником міністра, членом Національної ради України з питань телебачення і радіомовлення, Національної комісії, що здійснює державне регулювання у сфері ринків фінансових послуг, Національної комісії з цінних паперів та фондового ринку, Антимонопольного комітету України, Головою Державного комітету телебачення і радіомовлення України, Головою Фонду державного майна України, його першим заступником та заступником, членом Центральної виборчої комісії, народним депутатом України, Уповноваженим Верховної Ради України з прав людини, Директором Національного антикорупційного бюро України, Генеральним прокурором, його першим заступником та заступником, Головою Національного банку України, його першим заступником та заступником, Головою Національного агентства з питань запобігання корупції, його заступником, Секретарем Ради національної безпеки і оборони України, його першим заступником та заступником, Постійним Представником Президента України в Автономній Республіці Крим, його першим заступником та заступником, радником або помічником Президента України, Голови Верховної Ради України, Прем'єр-міністра України, суддею, працівником правоохоронного органу, особою, посада якої належить до категорії «А», крім випадків, коли досудове розслідування цих злочинів віднесено до підслідності НАБУ;
2. вчинених службовими особами Національного антикорупційного бюро України, усіма прокурорами Спеціалізованої антикорупційної прокуратури, крім випадків, коли досудове розслідування цих злочинів віднесено до підслідності НАБУ;
3. проти встановленого порядку несення військової служби (військові злочини), крім злочинів, передбачених статтею 422 Кримінального кодексу України.

### Законодавчий статус Державного бюро розслідувань
Наступний законопроєкт, що став Законом, був поданий 12 лютого 2015 р. А. А. Кожем'якіним спільно з групою народних депутатів. Він підтримувався Реанімаційним пакетом реформ.
Профільний Комітет Верховної Ради дав добро цьому законопроєкту. Прийнятий в першому читанні за основу 21 травня 2015 року. Прийнятий у цілому як закон 12 листопада 2015 року.
Державне бюро розслідувань є державним правоохоронним органом, на який покладаються завдання щодо запобігання, виявлення, припинення, розкриття та розслідування злочинів (див.), віднесених до його компетенції.
Повноваження
ДБР:
1. бере участь у формуванні та реалізації державної політики у сфері протидії злочинності;
2. здійснює інформаційно-аналітичні заходи щодо встановлення системних причин та умов проявів злочинності, вживає заходів до їх усунення;
3. припиняє і розкриває злочини;
4. здійснює оперативно-розшукову діяльність та досудове розслідування злочинів;
5. здійснює розшук осіб;
6. використовує гласних і негласних штатних та позаштатних працівників, матеріально і морально заохочує осіб, які надають допомогу;
7. розробляє і затверджує методику розслідування окремих видів злочинів;
8. вживає заходів щодо відшкодування завданих державі збитків і шкоди, забезпечує можливості для конфіскації;
9. вживає заходів щодо виявлення необґрунтованих активів та збору доказів їх необґрунтованості;
10. вживає заходів для повернення в Україну з-за кордону коштів та іншого майна, одержаних внаслідок вчинення злочинів;
11. має доступ до інформаційних систем органів державної влади, самостійно створює інформаційні системи та веде оперативний облік;
12. організовує забезпечення особистої безпеки осіб рядового і начальницького складу, державних службовців ДБР та інших осіб;
13. забезпечує роботу з підготовки, перепідготовки та підвищення кваліфікації працівників;
14. здійснює виконання запитів про надання правової допомоги від компетентних органів іноземних держав;
15. розробляє пропозиції до проєктів міжнародних договорів України;
16. здійснює співробітництво з поліцейськими та іншими відповідними органами іноземних держав;
17. забезпечує додержання режиму таємниці та іншої інформації з обмеженим доступом;
18. звітує про свою діяльність, інформує суспільство про результати своєї роботи;
19. здійснює інші повноваження, передбачені цим Законом.

Права
ДБР та його посадові особи:
1. здійснюють гласні та негласні оперативно-розшукові, слідчі та негласні слідчі дії;
2. безоплатно одержують інформацію, необхідну у справах про злочини, в тому числі з автоматизованих інформаційних і довідкових систем, реєстрів та банків даних, держателем (адміністратором) яких є органи державної влади або органи місцевого самоврядування, у тому числі інформацію з обмеженим доступом; інформацію, необхідну у справах щодо виявлення необґрунтованих активів; в тому числі що містить банківську таємницю;
3. вживають заходів для припинення протиправних діянь, що перешкоджають здійсненню повноважень ДБР, перевіряють у зв'язку з цим документи, що посвідчують особу;
4. проводять фотографування, аудіо- і відеозйомку, дактилоскопію осіб, затриманих за підозрою у вчиненні злочину, взятих під варту;
5. використовують у невідкладних випадках, з подальшим відшкодуванням завданих збитків, транспортні засоби, для проїзду до місця події, припинення злочину, переслідування та затримання осіб, які підозрюються у його вчиненні, доставлення до закладів охорони здоров'я осіб, які потребують екстреної медичної допомоги;
6. здійснюють співпрацю з фізичними особами, у тому числі на договірних засадах, дотримуючись умов добровільності і конфіденційності цих відносин, матеріально та морально заохочують їх;
7. створюють інформаційні системи та ведуть оперативний облік;
8. зберігають, носять та застосовують вогнепальну зброю і спеціальні засоби, а також застосовують заходи фізичного впливу;
9. скликають наради, проводять наукові та науково-практичні заходи;
10. вживають заходів щодо розшуку та арешту коштів та іншого майна, що можуть бути предметом конфіскації або спеціальної конфіскації, провадять діяльність із зберігання коштів та іншого майна, на яке накладено арешт;
11. залучають кваліфікованих спеціалістів та експертів, у тому числі іноземців, з метою визначення вартості активів з ознаками необґрунтованості.

У жовтні 2019 року Бюро отримало право вести автономне від СБУ прослуховування фігурантів кримінальних справ.
Систему ДБР складають центральний апарат, територіальні управління, спеціальні підрозділи, навчальні заклади та науково-дослідні установи. У складі Бюро діють слідчі, оперативні підрозділи, підрозділи внутрішнього контролю та інші підрозділи.
Гранична чисельність — 1600 осіб.
Державне бюро розслідувань є юридичною особою публічного права та здійснює свої повноваження безпосередньо і через територіальні управління (див. карту).
Керівництво діяльністю ДБР здійснює його Директор. Він призначається на посаду Президентом України за поданням за поданням комісії з проведення конкурсу (див.) на зайняття цієї посади.
Служба в ДБР є державною службою особливого характеру, що полягає у професійній діяльності придатних до неї за станом здоров'я і віком громадян України. Працівники ДБР під час виконання покладених на них обов'язків є представниками влади, діють від імені держави і перебувають під її захистом. Ніхто, за винятком уповноважених посадових осіб у передбачених законами випадках, не має права втручатися в їхню законну діяльність.
Контроль за діяльністю:
- Директор ДБР щороку до 1 квітня подає Президенту України, Верховній Раді України та Кабінету Міністрів України письмовий звіт про діяльність ДБР за попередній рік.
- У складі центрального апарату та територіальних органів ДБР діють підрозділи внутрішнього контролю, що підпорядковуються безпосередньо Директору.
- Для розгляду питань застосування дисциплінарних стягнень утворюється Дисциплінарна комісія.
- Працівники проходять психофізіологічне дослідження із застосуванням поліграфа.
- При ДБР утворюється Рада громадського контролю.
- Прокурорський нагляд за додержанням законів під час проведення оперативно-розшукової діяльності і досудового розслідування[53].

### Спеціальні звання рядового та начальницького складу
Працівники, які проходять службу в ДБР, мають спеціальні звання та поділяються на рядовий та начальницький склад. Начальницький склад включає в себе молодший (спеціальні звання — капрал, сержант, старший сержант), середній (спеціальні звання — молодший лейтенант, лейтенант, старший лейтенант), старший (спеціальні звання — майор, підполковник, полковник), вищий (єдине звання у цьому складі — генерал-майор). Всі спеціальні звання мають додавання «Державного бюро розслідувань».
Знаки розрізнення співробітників ДБР середнього та старшого начальницького складу побудовані на тій же основі, що і відповідні в ЗСУ. На погонах однострою старшого та середнього начальницького складу відповідно до спеціального звання розміщуються знаки розрізнення «зоря» розміром 19 × 19 міліметрів.
Знаки розрізнення співробітників ДБР рядового та молодшого начальницького складу побудовані на тій же основі, що і відповідні в національній поліції. На погонах для осіб рядового та молодшого складу Бюро відповідно до спеціального звання розміщуються знаки розрізнення — рельєфні шеврони з металу білого кольору.
На погонах генерал-майора Бюро розміщується знак розрізнення «схрещені булави» визначеного зразка та дві «зорі» (до 2022 року одна «зоря»).
Погони до парадного однострою: наплічним знаком розрізнення Державного бюро розслідувань до парадного однострою є погони, затверджені наказом Державного бюро розслідувань, виготовлені методом гаптування. У рядового та молодшого складу погони синього кольору на вовняному підкладі сіро-сталевого кольору. Погони молодшого та старшого начальницького складу виготовлено методом гаптування, що імітує плетення золотистого шнура на вовняному підкладі сіро-сталевого кольору. Розмір погона 130 × 45 міліметрів. Знаки розрізнення на комір основного службового — виготовляються з металу білого кольору і становлять зменшені копії знаків розрізнення до парадного однострою.
| [ 59 ] | Спеціальні звання рядового складу |
| ------ | --------------------------------- |
| Погони |                                   |
| Звання | Рядовий ДБР                       |

| [ 60 ] | Спеціальні звання молодшого начальницького складу | Спеціальні звання молодшого начальницького складу | Спеціальні звання молодшого начальницького складу | Спеціальні звання середнього начальницького складу | Спеціальні звання середнього начальницького складу | Спеціальні звання середнього начальницького складу | Спеціальні звання середнього начальницького складу |
| ------ | ------------------------------------------------- | ------------------------------------------------- | ------------------------------------------------- | -------------------------------------------------- | -------------------------------------------------- | -------------------------------------------------- | -------------------------------------------------- |
| Погони |                                                   |                                                   |                                                   |                                                    |                                                    |                                                    |                                                    |
| Звання | Капрал ДБР                                        | Сержант ДБР                                       | Старший сержант ДБР                               | Молодший лейтенант ДБР                             | Лейтенант ДБР                                      | Старший лейтенант ДБР                              | Капітан ДБР                                        |

| [ 60 ] | Спеціальні звання старшого начальницького складу | Спеціальні звання старшого начальницького складу | Спеціальні звання старшого начальницького складу | Спеціальні звання вищого начальницького складу |
| ------ | ------------------------------------------------ | ------------------------------------------------ | ------------------------------------------------ | ---------------------------------------------- |
| Погони |                                                  |                                                  |                                                  |                                                |
| Звання | Майор ДБР                                        | Підполковник ДБР                                 | Полковник ДБР                                    | Генерал-майор ДБР                              |

## Структура
Організаційна структура Державного бюро розслідувань визначається Президентом України. Сучасна структура Бюро затверджена Указом Президента України від 05.02.2020 р.
Структура центрального апарату Бюро:
- Головне слідче управління
- Головне оперативне управління
- Головне оперативно-технічне управління
- Управління внутрішнього контролю
- Управління забезпечення особистої безпеки
- Управління з розслідування злочинів, вчинених у зв'язку із масовими протестами у 2013—2014 роках
- Управління правового забезпечення
- Управління міжнародного співробітництва
- Управління кадрової роботи та державної служби
- Управління режимно-секретної роботи та захисту інформації
- Управління фінансової діяльності та бухгалтерського обліку
- Управління забезпечення діяльності
- Управління інформаційних технологій
- Відділ по роботі з громадськістю та засобами масової інформації
- Відділ організаційно-аналітичного забезпечення
- Патронатна служба.

Крім того, до складу ДБР входять Інститут підготовки кадрів та Науково-дослідний інститут судових експертиз ДБР.

### Територіальні управління

Територіальні управління ДБР, які планується створити

| Територіальне управління знаходиться у місті: | Поширює свою діяльність на регіони: |
| --------------------------------------------- | ----------------------------------- |
| Київ                                          | Київ                                |
| Київ                                          | Київська область                    |
| Київ                                          | Черкаська область                   |
| Київ                                          | Чернігівська область                |
| Краматорськ                                   | Донецька область                    |
| Краматорськ                                   | Луганська область                   |
| Львів                                         | Волинська область                   |
| Львів                                         | Закарпатська область                |
| Львів                                         | Івано-Франківська область           |
| Львів                                         | Львівська область                   |
| Львів                                         | Тернопільська область               |
| Мелітополь                                    | Автономна Республіка Крим           |
| Мелітополь                                    | Запорізька область                  |
| Мелітополь                                    | Херсонська область                  |
| Мелітополь                                    | Севастополь                         |
| Миколаїв                                      | Кіровоградська область              |
| Миколаїв                                      | Миколаївська область                |
| Миколаїв                                      | Одеська область                     |
| Полтава                                       | Дніпропетровська область            |
| Полтава                                       | Полтавська область                  |
| Полтава                                       | Сумська область                     |
| Полтава                                       | Харківська область                  |
| Хмельницький                                  | Вінницька область                   |
| Хмельницький                                  | Житомирська область                 |
| Хмельницький                                  | Рівненська область                  |
| Хмельницький                                  | Хмельницька область                 |
| Хмельницький                                  | Чернівецька область                 |

## Керівництво
Директора ДБР призначає Президент України за пропозицією конкурсної комісії, до складу якої входять 3 члени від Президента, 3 члена від КМ України на підставі пропозицій міжнародних організацій, 3 члена від ВР України, які запропоновані профільним комітетом ВР.
| №    | Директор Державного бюро розслідувань | Ім'я              |
| ---- | ------------------------------------- | ----------------- |
| 1    | 22 листопада 2017 — 27 грудня 2019    | Роман Труба       |
| в.о. | 27 грудня 2019 — 17 березня 2020      | Ірина Венедіктова |
| в.о  | 17 березня 2020 — вересень 2020       | Олександр Соколов |
| в.о. | вересень 2020 — 31 грудня 2021        | Олексій Сухачов   |
| 2    | з 31 грудня 2021                      | Олексій Сухачов   |

## Діяльність

### Плани діяльності
Презентація стратегічної програми діяльності ДБР відбулася 20 грудня 2017 року. Нею передбачені такі етапи реалізації, як установчий (2017–18), початковий (2018–19), нарощування потужності (2019–20), досягнення стабільної ефективності (2020–22).
Напрями завдань включають: Формування структури, штату центрального апарату та територіальних управлінь; Ухвалення змін до законодавства та затвердження нормативно-правових актів; Співпрацю з іншими державними органами; Підвищення кваліфікації та стажування працівників Бюро; Контроль громадськості та підзвітність; Міжнародне співробітництво; Підготовку до початку розслідувань; Початок роботи.
Наказом ДБР від 28 січня 2022 року затверджено Стратегічну програму діяльності Державного бюро розслідувань на 2022—2026 роки, яка визначає основні вектори руху органу на найближчі п'ять років. У Програмі окреслено пріоритети діяльності ДБР.

### Початок діяльності
27 листопада 2018 року перші 300 слідчих ДБР прийняли присягу і приступили до виконання своїх обов'язків. Цього ж дня були зареєстровані перші кримінальні провадження.
12 грудня повідомлено про перше затримання: директора одного з державних підприємств Міністерства оборони.

### «Перезавантаження»
Після президентських та парламентських виборів 2019 року та пов'язаної з ними зміни влади, 3 грудня 2019 Верховна Рада за пропозицією Президента Володимира Зеленського прийняла закон, що «перезавантажує» Бюро. Зокрема, ДБР стає державним правоохоронним органом (а не ЦОВВ, як раніше), уточнюється його система, змінюється порядок призначення директора та його повноваження.
На рішення змінити керівництво бюро вплинув і так званий скандал «Трубу прорвало» — поширення в анонімному Телеграм-каналі аудіозаписів, зроблених в кабінеті Романа Труби.
Оновлене відомство отримало повноваження з розслідування «справ Майдану».
У зв'язку з набранням чинності цим законом Президент отримав право звільнити Романа Трубу і призначити т.в.о. нового директора. На цю посаду ним була призначена 27 грудня 2019 народний депутат, третій номер в списку партії «Слуга народу», радник з юридичних реформ президента Зеленського Ірина Венедіктова.
Вже перші кадрові призначення Венедіктової викликали незгоду частини громадськості. Так, 20 січня 2020 року за результатами конкурсу її наказом були призначені заступники директора Державного бюро розслідувань: Олександр Бабіков та Олександр Соколов. Конкурс на ці посади був проведений у надзвичайно стислі терміни, до того ж Бабіков раніше був адвокатом (захисником) Віктора Януковича.

### Гучні справи
За повідомленням від 16 вересня 2020, ДБР завершило досудове розслідування стосовно колишнього начальника Генерального штабу Збройних Сил України Володимира Замани, який за співучастю із експрезидентом Віктором Януковичем та двома колишніми міністрами оборони України (Дмитром Саламатіним та Павлом Лебедєвим), які у період з 2012 по 2014 роки підірвали обороноздатність, суверенітет, територіальну цілісність та недоторканність України, чим вчинили державну зраду. В ході розслідування ДБР вивчило причини та умови, що сприяли анексії Кримського півострову задовго до 20 лютого 2014 року.
У грудні 2021 року ДБР повідомило про підозру п'ятому Президенту України Петру Порошенку в державній зраді та сприянні діяльності терористичних організацій.
18 червня 2021 ДБР викрило потужну злочинну організацію, що займалася розкраданням вугілля з вантажних вагонів «Укрзалізниці».
12 липня 2021 ДБР повідомило про підозру колишньому заступнику Міноборони, 2 колишнім начальникам департаменту цього ж міністерства та голові правління ПрАТ «Кузня на Рибальському» у змові про закупівлю військової техніки низької якості.
У вересні 2021 року до ДБР було передано справу за участі народного депутата О. Трухіна, який напідпитку потрапив до ДТП, де постраждали 6 осіб.
17 листопада 2022 ДБР завершило досудове розслідування щодо злочинів В. Януковича та інших високопосадовців під час акцій протесту у 2014 році. Розслідування тривало 8 років, зібрано понад 1,5 тис. томів доказів.
29 квітня 2022 ДБР зупинило постачання до РФ компонентів, які можуть використовуватися в ракетобудуванні. Вжито заходів щодо арешту корпоративних прав підприємства олігарха Олега Дерипаски, земельних ділянок, родовищ та іншого майна.
25 травня 2022 ДБР передало в управління АРМА 26 регіональних операторів газорозподільних систем.
17 червня 2022 передано до АРМА активи групи компаній російської «Татнефть». Арештовано 115 об'єктів нерухомого майна.
28 грудня 2022 за запитом ДБР затримано у Куршевелі олігарха Костянтина Жеваго. Слідство підозрює бізнесмена в організації розтрати 113 млн дол. США, чим завдано шкоди інтересам держави та вкладників банку «Фінанси та Кредит».

### Під час війни
2 квітня 2022 слідчі ДБР розпочали документування воєнних злочинів ЗС РФ в Ірпені.
8 червня 2022 за матеріалами ДБР розпочато кримінальне провадження за ч. 4 ст. 111-1 КК України (Колабораційна діяльність) щодо народного депутата України Олексія Ковальова.
23 листопада 2022 ДБР заблокувало роботу українського концерну, який продовжив забезпечувати російський ВПК навіть після вторгнення. Арештовано майно на 1 млрд грн.
19 грудня 2022 ДБР завершило розслідування стосовно вчинення держзради В. Януковичем та М. Азаровим, які сприяли агресії РФ.

## Професійне свято
День Державного бюро розслідувань (неофіційно) — професійне свято України, яке відзначається щорічно 12 листопада у день прийняття Верховною Радою України Закону України «Про Державне бюро розслідувань» (12 листопада 2015 року № 794-VIII).
За ранішою інформацією, День ДБР планувалося відзначати 27 листопада (цього дня у 2018 році орган офіційно розпочав роботу).
Згідно з Указом Президента України від 12 листопада 2024 року, День Державного бюро розслідувань відзначається щороку 12 листопада.